# Rocroithys perissus
Rocroithys perissus é uma espécie de gastrópode do gênero Rocroithys, pertencente a família Raphitomidae.